# Валлон-де-л’Эрдр
Валлон-де-л’Эрдр (фр. Vallons-de-l'Erdre) — новая коммуна на западе Франции, находится в регионе Пеи-де-ла-Луар, департамент Атлантическая Луара, округ Шатобриан-Ансени, кантон Ансени. Расположена в 46 км к северо-востоку от Нанта и в 52 км к западу от Анже, в 14 км от автомагистрали А11, на обоих берегах реки Эрдр.
Население (2017) — 6 556 человек.

## История
Коммуна образована 1 января 2018 года путем слияния шести коммун:
- Боннёвр
- Врис
- Момюсон
- Сен-Мар-ла-Жай
- Сен-Сюльпис-де-Ланд
- Френье

Центром новой коммуны является Сен-Мар-ла-Жай. От него к новой коммуне перешли почтовый индекс и код INSEE. На картах в качестве координат Валлон-де-л’Эрдр указываются координаты Сен-Мар-ла-Жай.

## Достопримечательности
- Шато Бурмон XVI века в Френье
- Усадьба Сен-Мар-ла-Жай XVIII века на месте средневекового шато
- Здание приората в Боннёвре
- Церковь Святых Петра и Павла XVII века в Момюсоне
- Особняк Ген XVI века в Френье
- Шато Кудре в Сен-Сюльпис-де-Ланд, реконструированное в XIX-XX веках в стиле неоренессанс
- Церковь Святых Гервасия и Протасия 1887 года во Врисе

## Экономика
Структура занятости населения:
- сельское хозяйство — 12,7 %
- промышленность — 41,8 %
- строительство — 7,0 %
- торговля, транспорт и сфера услуг — 22,9 %
- государственные и муниципальные службы — 15,6 %

Уровень безработицы (2017 год) — 10,0 % (Франция в целом — 13,4 %, департамент Атлантическая Луара — 11,6 %). 

Среднегодовой доход на 1 человека, евро (2017 год) — 19 290 (Франция в целом — 21 110, департамент Атлантическая Луара — 21 910).

## Администрация
Пост мэра Валлон-де-л’Эрдра с 2018 года занимает социалист Жан-Ив Плото (Jean-Yves Ploteau). На муниципальных выборах 2020 года возглавляемый им независимый список был единственным.
| Период | Период | Фамилия      | Партия                  | Примечания                           |
| ------ | ------ | ------------ | ----------------------- | ------------------------------------ |
| 2018   |        | Жан-Ив Плото | Социалистическая партия | фермер, мэр Боннёвра в 2001-2017 гг. |

## Галерея

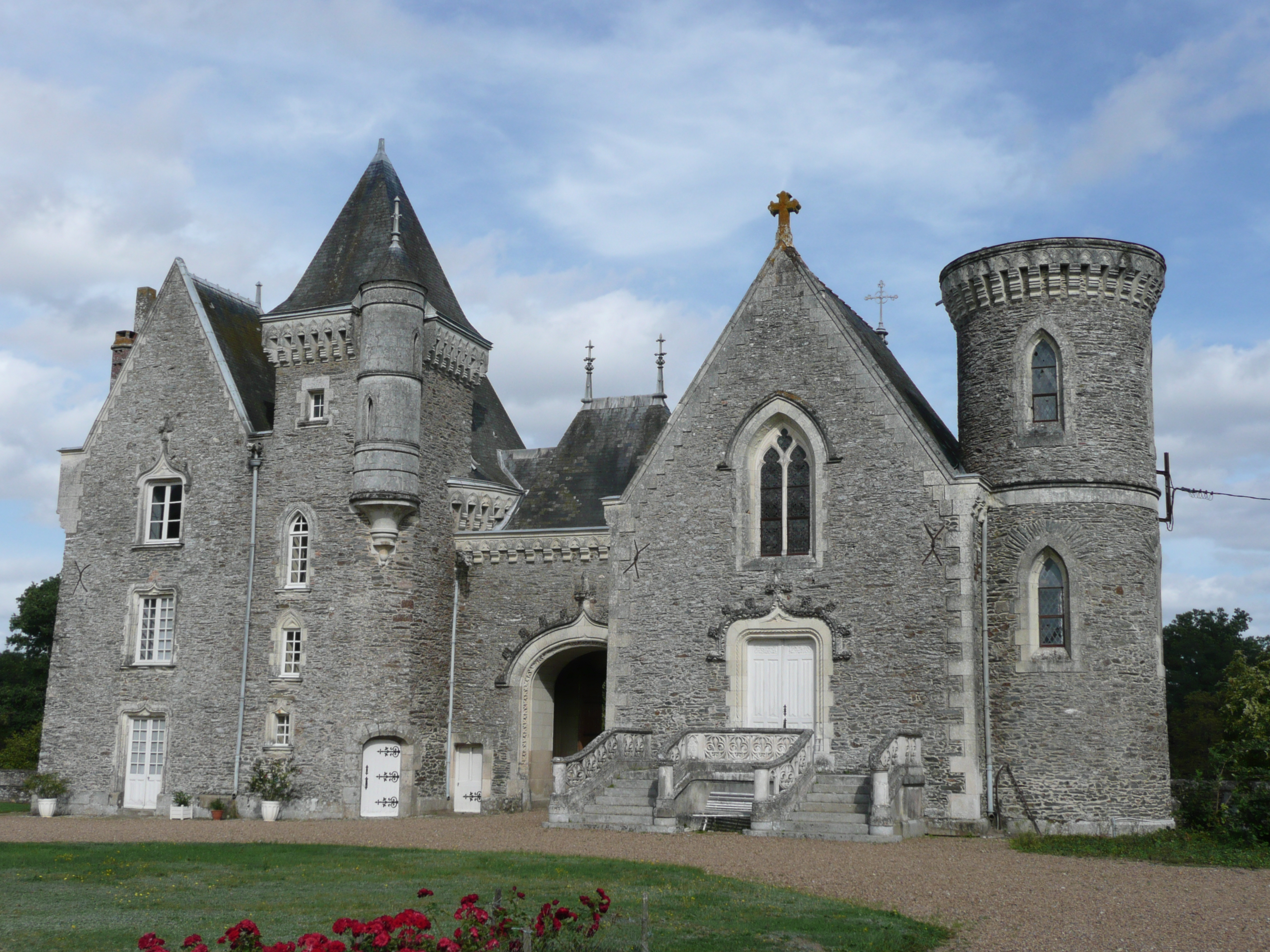
Шато Бурмон
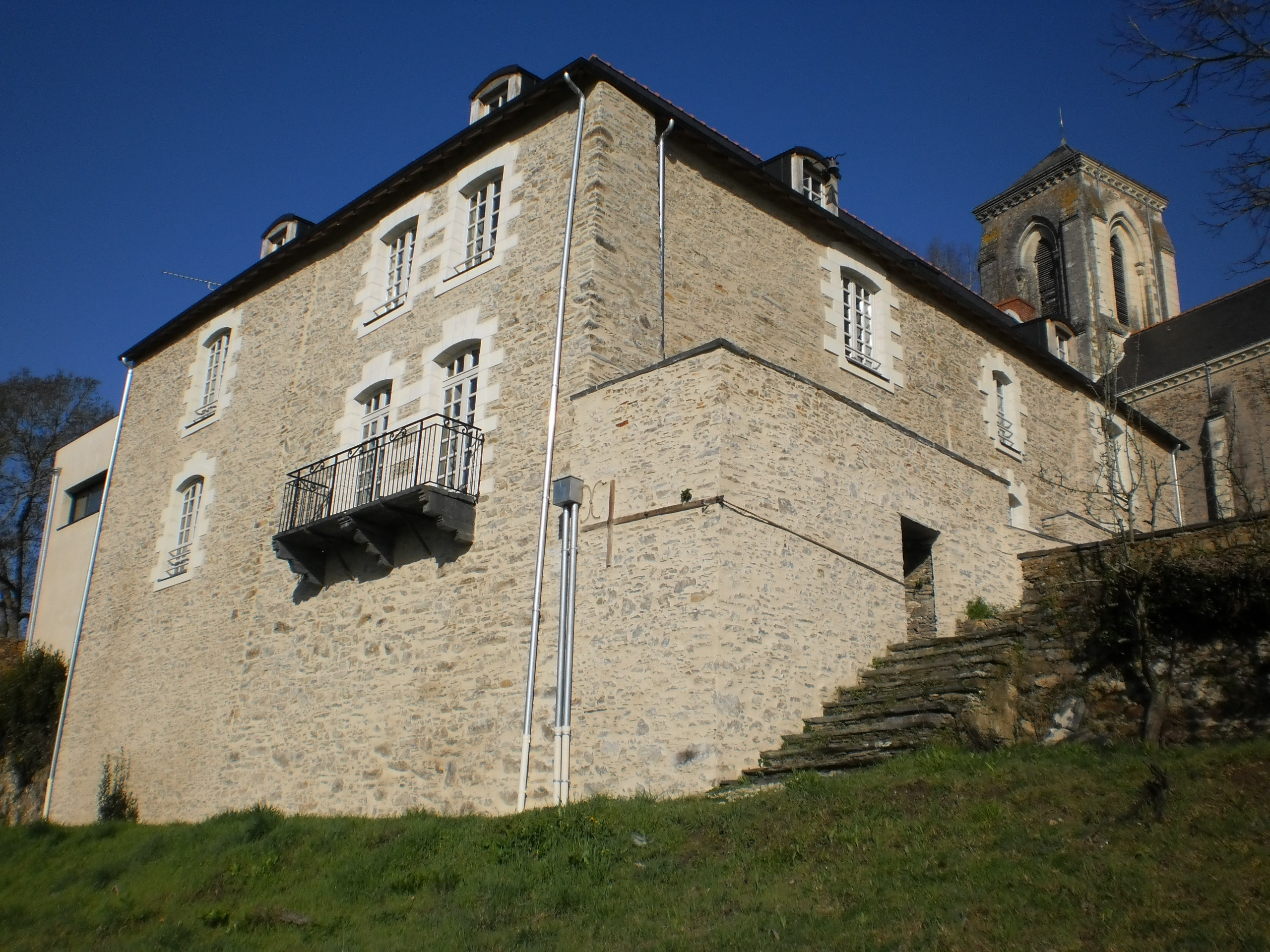
Здание приората
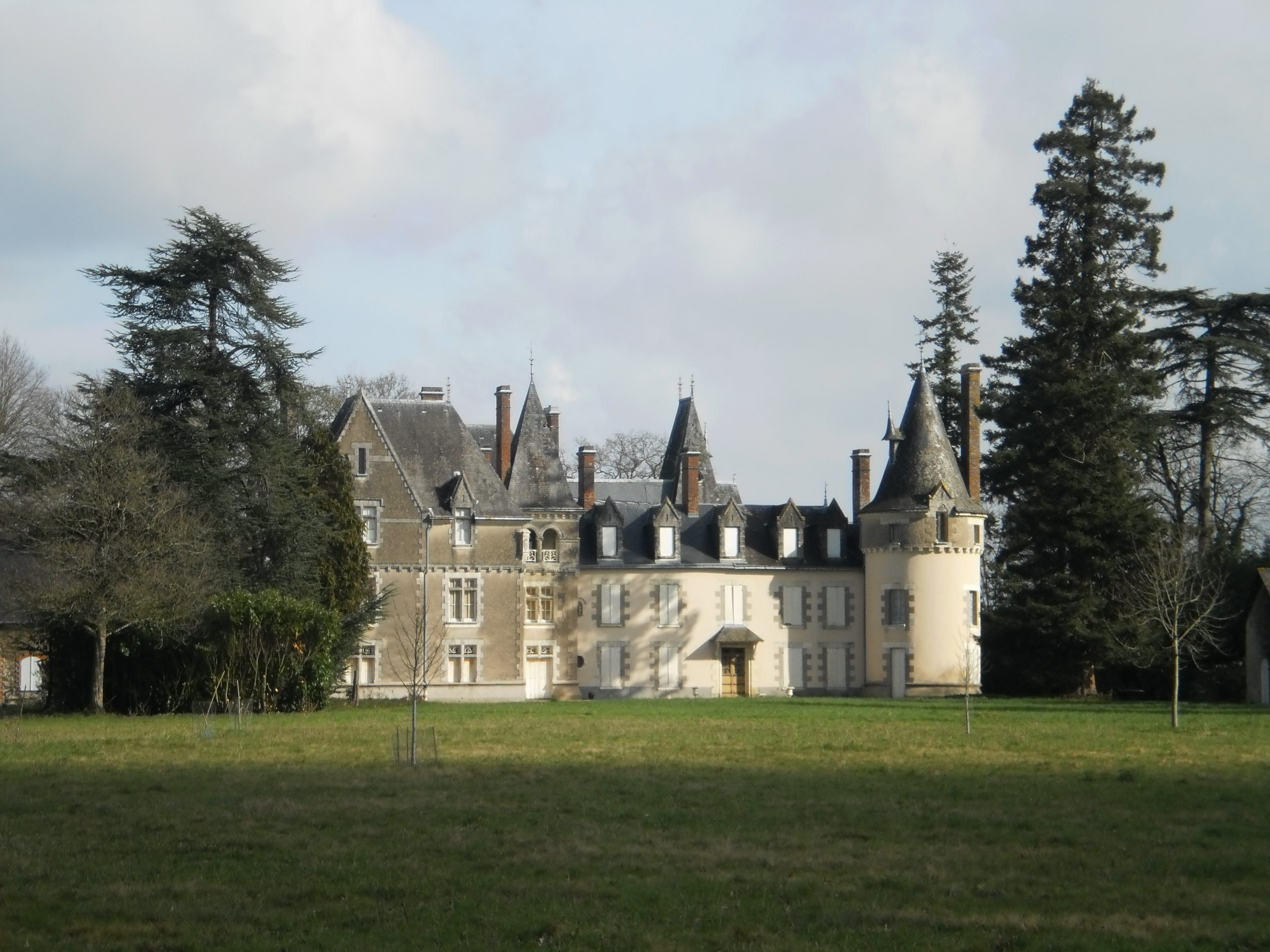
Шато Кудре
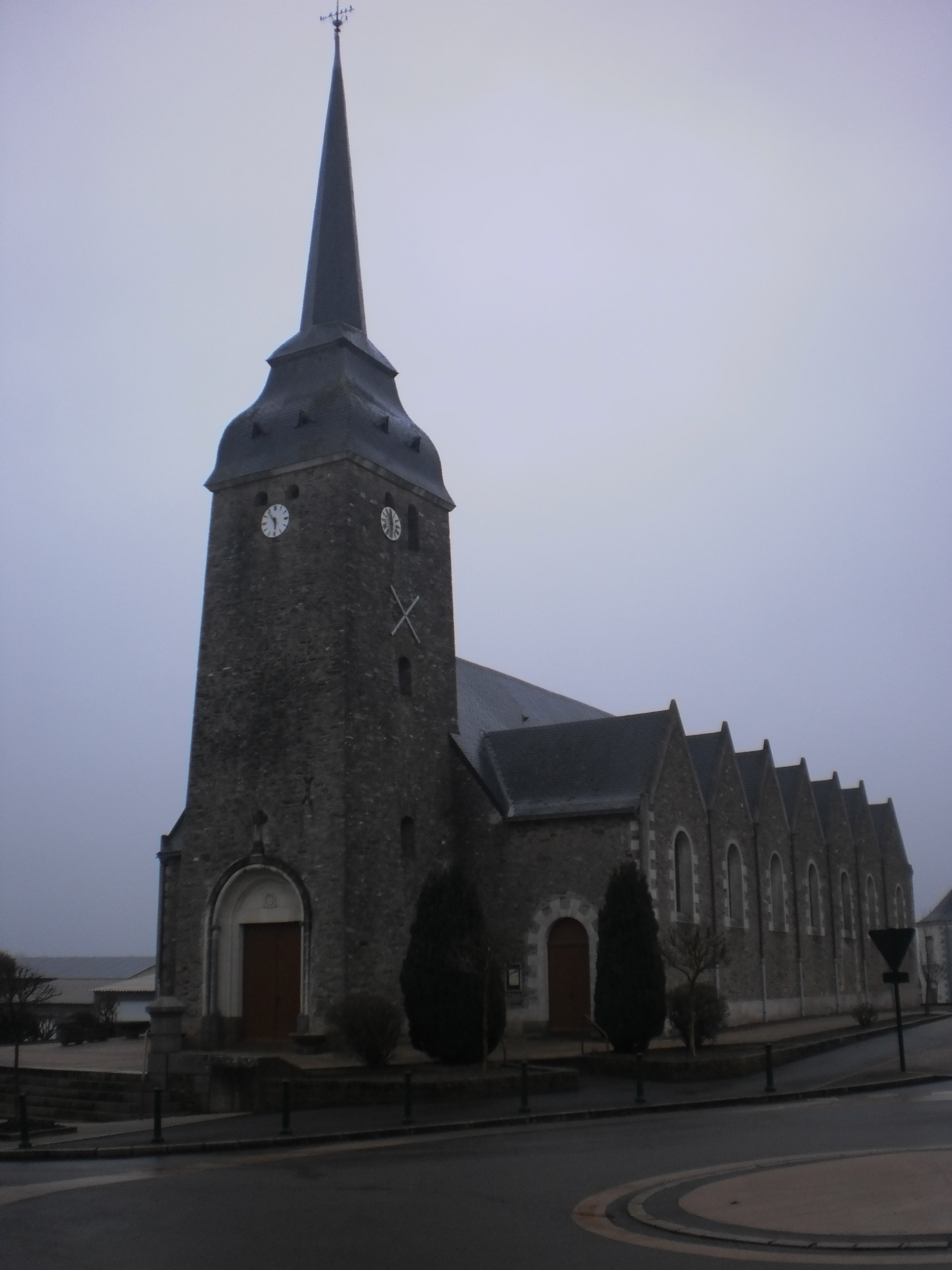
Церковь Святых Петра и Павла
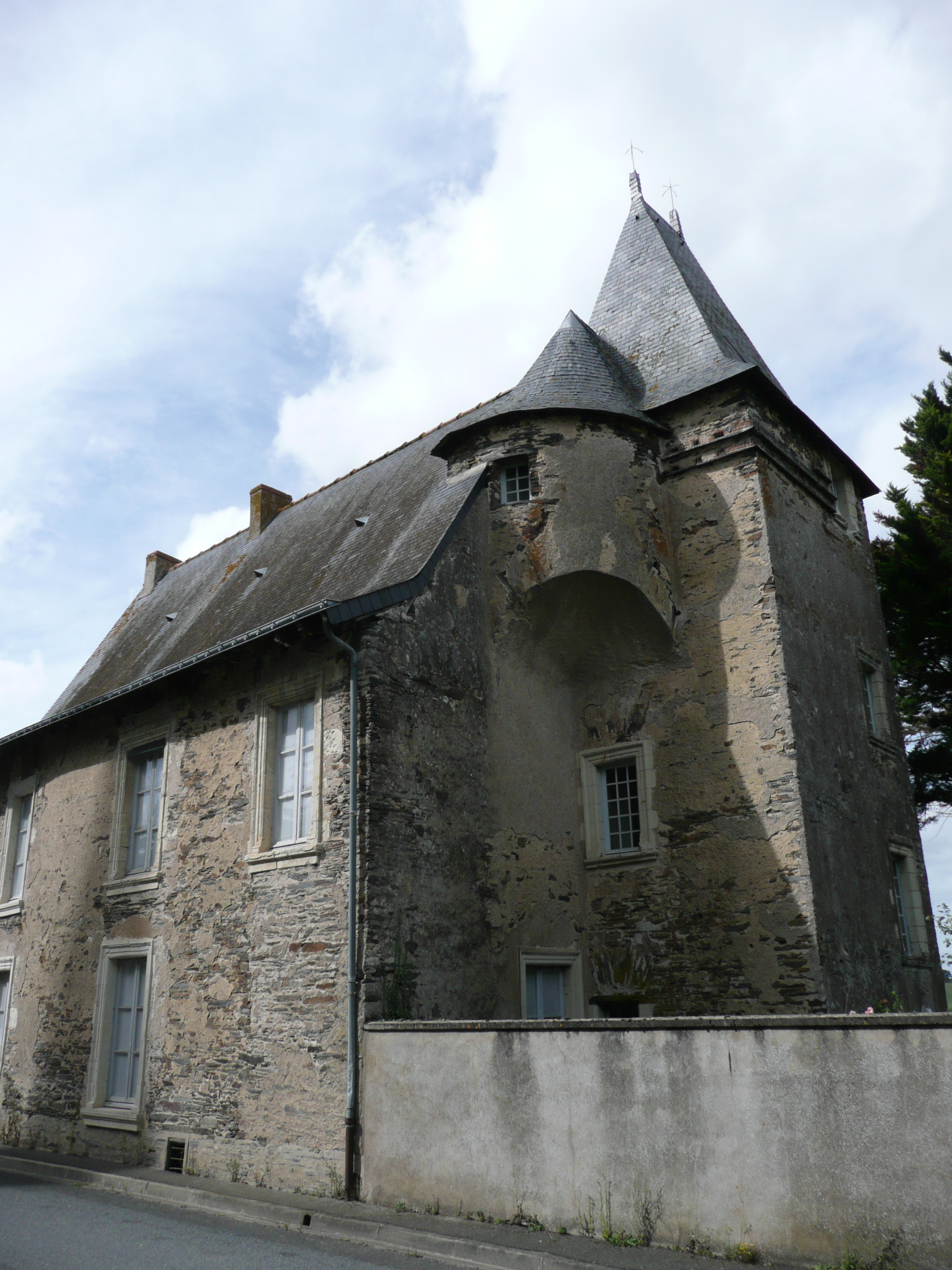
Особняк Ген